# Franz Jakubowski
Franz Jakubowski, född 10 juni 1912 i Posen, död 1970 i USA, var en polsk filosof och marxistisk teoretiker. Han utgav endast ett större bokverk: Nadbudowa ideologiczna w materialistycznym pojmowaniu dziejów (1936; Den ideologiska överbyggnaden i den materialistiska historieuppfattningen). I boken redogör Jakubowski för hur Marx och Engels fjärmade sig från Hegels idealism och istället kom att utveckla och formulera den historiska materialismen.